# Пеллью, Эдвард, 3-й виконт Эксмут
Эдвард Пеллью, 3-й виконт Эксмут (англ. Edward Pellew, 3rd Viscount Exmouth; 14 февраля 1811 — 11 февраля 1876) — британский пэр. Внук адмирала Эдварда Пеллью, 1-го виконта Эксмута.

## Биография
Эдвард Пеллью родился 14 февраля 1811 года. Старший сын Поунолла Пеллью, 2-го виконта Эксмута (1786—1833), и Элизы Харриет Барлоу (1789—1833), старшей дочери сэра Джорджа Барлоу, 1-го баронета, губернатора Мадраса.
Его отец умер менее чем через 11 месяцев после наследования виконта и баронства, и Эдвард принял титулы в декабре 1833 года. В течение своей жизни он продолжал получать ежегодную пенсию в размере 2000 фунтов стерлингов, которая была присуждена обладателю титула виконта Эксмута, который был впервые присужден его деду (примерно 228 000 долларов в 2016 году).
8 июля 1858 года в приходской церкви Святого Марилебона, Миддлсекс, Англия, Эдвард Пеллью женился на Мадлен Онорине Добровольской (? — 22 января 1870), дочери польского эмигранта Луи Станисласа Добровольского.
Эдвард Пеллью скончался 11 февраля 1876 года в Кенсингтоне, Лондон, Англия. Поскольку у него не было детей, его титулы унаследовал его племянник Эдвард Флитвуд Джон Пеллью, 4-й виконт Эксмут (1861—1899), сын достопочтенного Флитвуда Джона Пелью, четвертого сына второго виконта Эксмута.